# پابش پیروزشاپور
پابش پیروزشاپور (پارسی میانه: Pābīg ī Peroz-Šābuhr) یکی از نجیب‌زادگان ساسانی در سده سوم میلادی در زمان حکومت شاپور یکم بود.

## زندگی

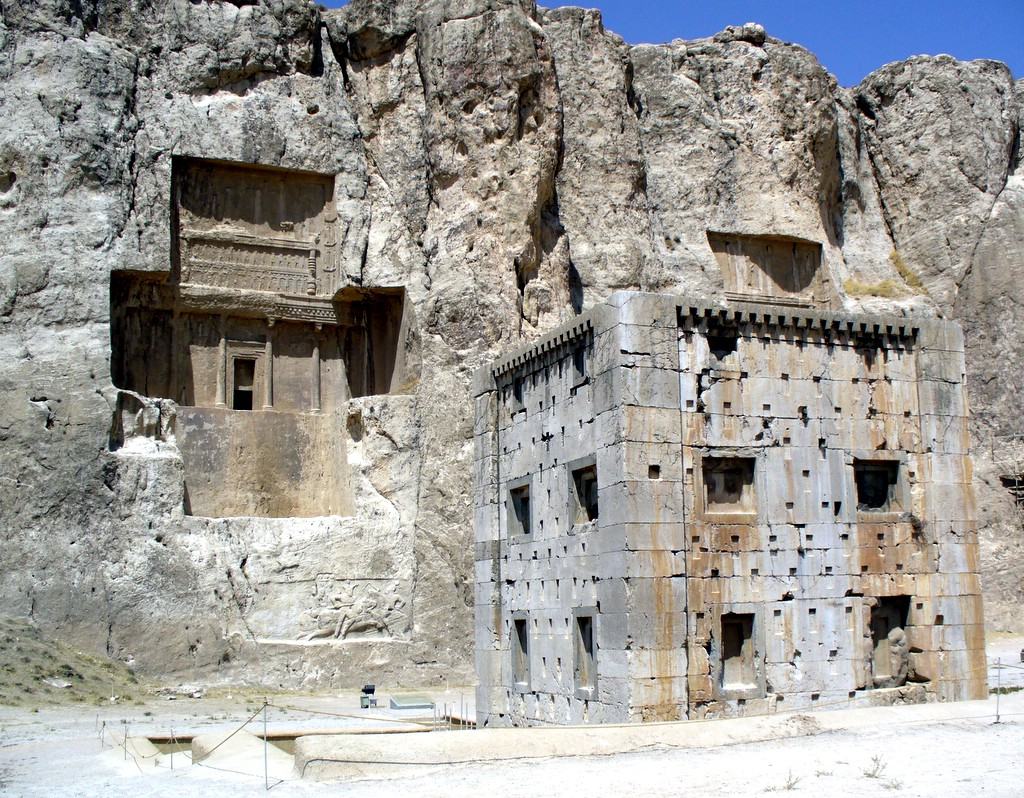
کعبه زرتشت، جایی که سنگ‌نوشته شاپور یکم حک شده‌است

از او در سنگ‌نوشته شاپور یکم بر کعبه زرتشت یاد شده‌است. او در این سنگ‌نوشته در میان ۶۷ نجیب‌زاده در رتبهٔ سی قرار دارد. به گفتهٔ سنگ‌نوشته او برادر رزمجوی و پسر فردی به نام شنبید بود.